# Kevin Agudelo
Kevin Andrés Agudelo Ardila, conosciuto semplicemente come Kevin Agudelo (Puerto Caicedo, 14 novembre 1998), è un calciatore colombiano, centrocampista dell'Al-Wahda in prestito dall'Al-Nasr.

## Biografia
Nato e cresciuto a Puerto Caicedo, in Colombia, è anche conosciuto con il soprannomine "Toto" (senza accento finale), datogli da bambino dallo zio Arley.

## Caratteristiche tecniche
Centrocampista centrale di grande grinta, è un giocatore completo; Agudelo è in grado di coniugare aggressività in fase di non possesso a buona tecnica e capacità d'inserimento. Mancino di piede, è un jolly di metà campo che predilige la posizione davanti alla difesa, ma sa agire anche più avanzato o partendo largo, specie sulla destra. È impiegabile anche sulla sinistra.

## Carriera

### Esordi in patria
Nato in una piccola cittadina del sud della Colombia, sin da giovane mostrò le sue attitudini agonistiche, tanto che la madre Mónica Adriana Agudelo lo iscrisse alla scuola calcio del collegio del barrio San Agustín y Guasipaca. Passò alla squadra amatoriale Jamundí Fútbol Club, distinguendosi nelle tre stagioni di militanza, tanto da arrivare ai cadetti del Bogotá.
Nell'ottobre 2017 viene acquistato dall'Atlético Huila, club militante nella massima divisione colombiana: con la squadra di Neiva, nella sua stagione d'esordio, raggiunge le semifinali del campionato di apertura della Categoría Primera A 2018.

### Genoa e prestito alla Fiorentina
L'8 agosto 2019 viene ufficializzato il suo passaggio al Genoa. Dopo un inizio di stagione passato in panchina, con l'arrivo del nuovo allenatore Thiago Motta sulla panchina rossoblu fa il suo esordio in massima serie il 26 ottobre seguente, nella vittoria per 3-1 contro il Brescia, siglando anche il suo primo gol.
Il 31 gennaio 2020 passa in prestito con obbligo di riscatto (in base alle presenze) alla Fiorentina. Il 2 febbraio esordisce con la maglia viola nella trasferta in casa della Juventus, subentrando nel finale a Pol Lirola.

### Spezia
Dopo avere giocato solo 3 partite con i toscani, a fine stagione torna al Genoa, che il 16 settembre 2020 lo cede nuovamente in prestito, questa volta al neopromosso Spezia. Esordisce con i liguri il 27 settembre in occasione della sconfitta casalinga col Sassuolo (1-4), mentre il 25 ottobre segna il suo primo gol nel pareggio in casa del Parma, segnando le rete del momentaneo 2-0 ospite.
Rientrato al Genoa a fine stagione, il 31 agosto 2021 torna allo Spezia con la formula del prestito con diritto di opzione e contro-opzione. Il 17 gennaio 2022 segna il gol del momentaneo pareggio nel pesantissimo successo in casa del Milan (1-2). A giugno viene riscattato dallo Spezia per 2,5 milioni di euro.

### Al-Nasr
Il 28 giugno 2023, viene ufficializzata la sua cessione a titolo definitivo all'Al-Nasr, club della massima serie emiratina.

## Statistiche

### Presenze e reti nei club
Statistiche aggiornate al 10 maggio 2024.
| Stagione              | Squadra               | Campionato            | Campionato | Campionato | Coppe nazionali | Coppe nazionali | Coppe nazionali | Coppe continentali | Coppe continentali | Coppe continentali | Altre coppe | Altre coppe | Altre coppe | Totale | Totale |
| Stagione              | Squadra               | Comp                  | Pres       | Reti       | Comp            | Pres            | Reti            | Comp               | Pres               | Reti               | Comp        | Pres        | Reti        | Pres   | Reti   |
| --------------------- | --------------------- | --------------------- | ---------- | ---------- | --------------- | --------------- | --------------- | ------------------ | ------------------ | ------------------ | ----------- | ----------- | ----------- | ------ | ------ |
| 2017                  | Bogotá                | B                     | 11         | 0          | CC              | 6               | 0               | -                  | -                  | -                  | -           | -           | -           | 17     | 0      |
| 2018                  | Atlético Huila        | A                     | 15         | 0          | CC              | 2               | 0               | -                  | -                  | -                  | -           | -           | -           | 17     | 0      |
| 2019                  | Atlético Huila        | A                     | 18         | 2          | CC              | 1               | 0               | -                  | -                  | -                  | -           | -           | -           | 19     | 2      |
| Totale Atlético Huila | Totale Atlético Huila | Totale Atlético Huila | 33         | 2          |                 | 3               | 0               |                    | -                  | -                  |             | -           | -           | 36     | 2      |
| 2019-gen. 2020        | Genoa                 | A                     | 10         | 1          | CI              | 2               | 0               | -                  | -                  | -                  | -           | -           | -           | 12     | 1      |
| gen.-ago. 2020        | Fiorentina            | A                     | 3          | 0          | CI              | -               | -               | -                  | -                  | -                  | -           | -           | -           | 3      | 0      |
| 2020-2021             | Spezia                | A                     | 29         | 1          | CI              | 4               | 0               | -                  | -                  | -                  | -           | -           | -           | 33     | 1      |
| 2021-2022             | Spezia                | A                     | 23         | 3          | CI              | 1               | 0               | -                  | -                  | -                  | -           | -           | -           | 24     | 3      |
| 2022-2023             | Spezia                | A                     | 34         | 0          | CI              | 2               | 0               | -                  | -                  | -                  | -           | -           | -           | 36     | 0      |
| Totale Spezia         | Totale Spezia         | Totale Spezia         | 86         | 4          |                 | 7               | 0               |                    | -                  | -                  |             | -           | -           | 93     | 4      |
| 2023-2024             | Al-Nasr               | UAE                   | 21         | 5          | CEA+EC          | 4+3             | 0+1             | -                  | -                  | -                  | -           | -           | -           | 28     | 6      |
| Totale carriera       | Totale carriera       | Totale carriera       | 176        | 12         |                 | 25              | 1               |                    | -                  | -                  |             | -           | -           | 197    | 13     |